# Epitalara commixta
Epitalara commixta là một loài bướm đêm thuộc phân họ Arctiinae, họ Erebidae.